# Helstáb Martin
Helstáb Martin (Pécs, 1995. március 23. –) magyar filmrendező, forgatókönyvíró, zeneszerző. Márk Tamás-díjas független filmes, aki animációs rövidfilmjeiért számos hazai és nemzetközi elismerést kapott. 2021-ben jelent meg az első nagyjátékfilmje, a Zazongpari, amiért Luis Buñuel Emlékdíjjal ismerték el.
Művei fő eleme az abszurd humor, gyakori témája a testi lét megélése, ember és állat karakterekkel szürreális jelenetekben bemutatva. A filmjein többnyire egyedül dolgozik. Műveit világszerte vetítették filmfesztiválok programjában, Decens disznóságok című filmjének premierje a 63. Zlíni Nemzetközi Filmfesztiválon volt. Rövidfilmje, Az egér, aki egér akart lenni szerepelt a 25. Palić Filmfesztivál vetítésén. Képző- és videóművészeti alkotásait országszerte kiállította csoportos tárlatokon.

## Életpályája

### Gyermekkora és tanulmányai
Édesanyja Helstáb Edit pedagógus és oktatási intézményvezető, édesapja Helstáb Zsolt gépészmérnök, szállodavezető. Apai és anyai ágról is félig sváb származású. Gyerekkorától kezdve foglalkoztatta a képzőművészet és a természettudomány.
Öttől tizennyolc éves koráig járt az iskola mellett délutánonként a Lantos Ferenc művészetpedagógiai vezetésével működő Martyn Ferenc Művészeti Szabadiskolába, ahol az alapító lánya, Lantos Éva tanítványaként elsajátította a képzőművészet és a zeneszerzés alapjait, az interdiszciplináris látásmódot, amelyet felhasznál az filmjeinek elkészítésekor. Filmjei zenéjét általában maga szerzi, és az animációiban sajátkezűleg festett alakokkal és hátterekkel dolgozik. Egy 2016-os interjúban így fogalmazott erről:
"Egy zenész számára minden bizonnyal nem tökéletes a filmem zenéje, egy festő számára a képek, egy animátor számára a mozgások, de a végén az elemekből születik egy sajátos egység, ami meghatározza a stílust."
Későbbi interjúiban gyakran tekint hivatkozási alapként Lantos szellemi hagyatékára, saját filmkészítési módszereit az intellektuális képzőművészeti megközelítésre vezeti vissza. 2001-től kezdve alkotásaival rendszeres részvevője csoportos kiállításoknak, elsősorban pécsi galériákban, majd tizenéves korától Budapesten, Kaposváron és kisebb vidéki kulturális intézményekben is.
Gyerekkorától az állatvilág iránti elkötelezett érdeklődése végett zoológusnak készült, célzottan ilyen irányban folytatta tanulmányait is. A Leőwey Klára Gimnázium természettudományos tagozatán érettségizett 2013-ban, négy éven át kitűnő teljesítményéért, hosszútávfutó sporteredményéért és aktívan kiállító művészeti tevékenységéért Aranykoszorú-díjjal ismerték el. A magas szintű biológia-kémia-fizika-matematika szakos versenyosztályban több nemzetközi tudóstehetség pályája indult, az osztálytársa volt Szabó Attila fizikus is. A gimnázium utolsó évében a Kelet-Mecsek vadásztársaságával dolgozott vadászok gyakornokaként.

### Egyetemi tanulmányok, filmes karrier kezdetek
2013-ban a Pécsi Tudományegyetem biológia szakán kezdte egyetemi tanulmányait zoológia szakirányon. Ez idő alatt részt vett az egyetem kisemlősökkel foglalkozó állatökológiai terepkutatásaiban. A biológusi tanulmányokkal párhuzamosan érte el első forgatókönyvírói sikereit, országos pályázatokon nyert ökológiai témájú és sci-fi forgatókönyvekkel, ezek leforgatására is ellátogatott első betekintésként a filmes világba. A győztes forgatókönyvekből pénzt is keresett, a biológia szakon pedig a zoológián kívüli társtudományok nehézséget okoztak neki, így a képzést egy év után félbehagyta, majd 2014-től 2016-ig elvégezte a PTE Műszaki és Informatikai Karának televíziós műsorkészítő szakát. A televíziós szak első évében hallott először a független filmkészítésről és csoporttársaiból verbuvált stábjával elkészítette a Számzár című másfél órás kísérleti filmjét, mellyel nem ért el sikereket, de hatása az azt követő munkáin megmutatkozik.
2014-től indított egy RIPorto nevű YouTube-csatornát, ahová olyan humoros animált videókat készített és töltött fel, mint a 2024-ig 300.000 megtekintést elérő Csillámfaszláma a Balatonban, vagy a lokális problémákra reflektáló Godzilla és King Kong a pécsi Magasház ellen. A csatornára élőszereplős videókat is készített, például a populáris mémoldalhoz kapcsolódó "10 mód, ahogy ne igyuk a Tibi atya fröccsöt" témában.
2015-től 2016-ig elkészítette a "Kis állatok, nagy gondok" rövidfilm-trilógiáját, ami egymáshoz nem kapcsolódó, de hasonló megközelítésű alkotásokból áll. Ennek első tagja, az Egér, aki egér akart lenni 2015-ben elnyerte a II. Savaria Filmszemle legjobb némafilm-díját, 2018 tavaszán Szegeden az operatőri munkát elismerő 2. Zsigmond Vilmos Nemzetközi Filmfesztiválon Szabó Gábor zsűrielnöktől megkapta Szeged Város Díját.
A trilógia második része, a Nincs több utolsó című animációs filmje a legkreatívabb filmnek járó Aranyszárny Nagydíjat kapta a Janisch Attila vezette zsűritől az I. Magyar Speciális Független Filmszemlén és fődíjat kapott a VAS-FILM 11 országos független filmszemlén. 2016 tavaszán mutatta be a trilógia záró darabját, a Jó étvágyat, bogaram! című animációs filmet, ami a Chicago Arthouse Film Festival legjobb animációs díját hozta el. A 16 perces kézzel festett, Helstáb által egyedül animált és szinkronizált alkotás szerepelt a 2016-os BUSHO Nemzetközi Rövidfilmfesztivál és a 2017-es Mediawave Fesztivál programjában, a VAS-FILM 12 filmszemlén ismét fődíjasként a legjobb animációs film díját érdemelte ki. Ezt a kisfilmjét világszerte számos filmfesztiválon bemutatták, többek között Nagy Britanniában, Kanadában, Ausztráliában, Indiában, Hongkongban, Los Angelesben és Barcelonában, utóbbi két helyen díjazták is.
2016-ban ő készítette el a Magyar Speciális Független Filmszemle logófilmjét, melyért később a filmszemle különdíját is megkapta. A II. Magyar Speciális Független Filmszemétől kezdve a fesztivál nagydíja az ő dizájnja alapján elkészített stilizált kamera szobra. A logófilm az azt követő években meghatározta a rendezvény arculatát. Első kisfilmjeire jellemző, hogy emberi sorsokra és társadalmi problémákra reflektál kisállatokról szóló történetekben, humorral és empátiával.
2017-ben készült el a saját influenzaélménye ihlette Hurut című animációs rövidfilmje, melynek magyar premierje a Totál Plán Filmfesztiválon volt, a nemzetközi pedig a Barcelona Planet Filmfesztiválon. 2017 második felében alkotta meg Békafecnik című kisfilmjét, melyben egy saját verse alatt papírból kivágott békák igyekeznek túlélni a természetben. A film a taoista ideológiát járja körül, valamint a társadalom átlagából kilógó egyének megfelelő integrációjának lehetőségét mutatja be, így debütálhatott a 3. Magyar Speciális Független Filmszemlén, ahol dicsérő oklevélben részesült.
2017 nyarán egy év munkanélküliség és azalatt egy üzleti képzés elvégzése után, 22 évesen megalapította a saját animációs stúdióját, egy egyéni vállalkozást, ahol oktatási bemutató segédleteket, infografikákat és promóciós filmeket készített megrendelésre a saját stílusában. Ez 2019-ig üzemelt, amikor az újabb egyetemi tanulmányai mellett megszüntette vállalkozását.

### Pályaeleji hatások, filmen túli tevékenységek
Saját elmondása szerint a legnagyobb hatással David Lynch, Werner Herzog, Harmony Korine, Alejandro Jodorowsky és Lars von Trier filmrendezők munkássága volt rá. Emellett inspirációként szolgál számára a zene és a videóklipek, mint például a Die Antwoord rap-rave formáció és Kanye West alkotói tevékenysége. Később a 2020-as Tort ül a kondor kapcsán Apichatpong Weerasethakul thai rendezőt említi meg kedvenc alkotójaként. 2021-re a Zazongpari 5 éves forgatása közben nyilatkozva az általa nagyra becsült alkotók sora kiegészült Ana Lily Amirpour iráni-amerikai, és Panos Cosmatos görög-amerikai rendezőkkel.
Tizennégytől 18 éves koráig versenyszerűen hosszútávfutott félmaratoni távon, 2013-ban korcsoportjában megnyerte a Sri Chinmoy félmaratont. Emellett a Pécsett Szuzuki Kimijosi által oktatott kenjutsut (szamuráj kardvívás) gyakorolta. Ezt 2015-ben a filmkészítés miatt abbahagyta, mivel az alkotói folyamatok közt nem tudott a mozgásformára koncentrálni. 2014-től szórakoztató underground hiphop számokat készített NagyQtya néven, legismertebb száma a "Kipakolom a mosogatógépet".

## Kaposvári évek

### Meg kell dögleni és Sok-Sok Festék
2017-től a Kaposvári Egyetem Rippl-Rónai Művészeti Karának mozgókép- és médiaszakember alapszakára járt Borbás Dávid filmrendező, majd az ő távozásakor Csoma Sándor filmrendező osztályába. A tanulmányai idejére Kaposvárra költözött, az egyetem kollégiumában lakva.
2018-ban elkészítette a Meg kell dögleni című animációs kisfilmjét, a már korábban a Jó étvágyat, bogaram!-ban megjelent dögevés témáját dolgozta fel, kevésbé antropomorf perspektívából. 2018 tavaszán jelent meg a Sok-sok Festék című kevert technikájú rövid dokumentumfilmje, ami a művészet destruktivitásának kifejező erejét mutatta be. Ezzel elnyerte a 63. Országos Függetlenfilm Fesztivál egyik fődíját. Nem sokkal utána a Pannonfíling Mozgóképes Találkozón a legjobb portréfilmnek járó PannonPortré díjat kapta a film. Helstáb Martin és az egyetem tanári kara között egy jelentős összetűzés alakult ki a film kapcsán, mivel azt a tanárai meg akarták buktatni, végül kettesre értékelték. A film országos sikerei alatt ennek Helstáb hangot is adott a sajtóban, amiért a Kaposvári Egyetem igazgatósága kis híján eltanácsolta az egyetemről. A konfliktus elsimulását követően nagyobb szabadsággal valósíthatta meg sajátos ötleteit.
23 évesen megnyúzott egy Kaposváron talált döglött macskát, hogy ezzel a bőrnyúzást gyakorolja. Egy szobatársa már az eset előtt kiköltözött a közös szobából. A konyhasóval kikészített bőrt jó állapotban megőrizte.

### Nomád elvonulás a Costa Braván

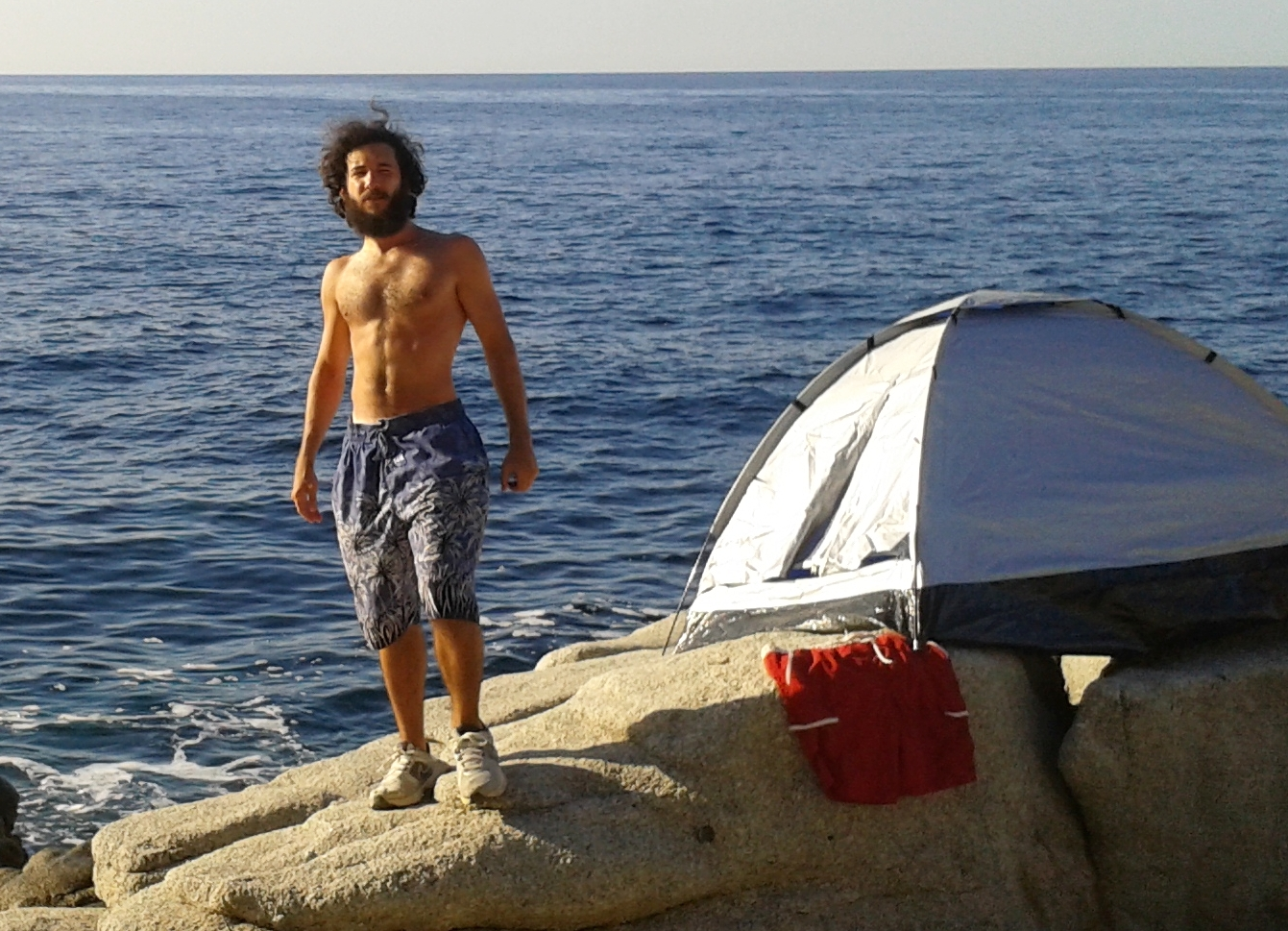
Helstáb Martin a Costa Braván élve 2018-ban a sátrával

2018 nyarán két hónapra elvonult a Spanyolországi Costa Brava eldugott sziklás tengerpartjára fejleszteni a kreativitását és tovább erősíteni az alkotói hangját. Itt kihegyezett botokból és seprűnyélből készült szigonyával polipokra vadászott, amiket utána partra sodort fantásdobozokban sütött meg, majd fogyasztott el. A polipfogás technikáját helyi katalán halászoktól tanulta el. Útja alatt sziklarepedésekben, sátorban és függőágyban aludt, visszatértét követően több hasonló kalandot ejtett meg Magyarországon.
2018 szeptemberében megkapta Pécs város évente egy tehetséges fiatalnak ítélhető elismerését, a Márk Tamás-díjat, "a kreatív kultúra, az animációs filmművészet és underground zeneszerzés terén elért hazai, nemzetközi sikerei és sokoldalú tehetségének elismeréseként." Helstáb Martin ezután bejelentette, hogy egy időre visszavonul a filmkészítés világától, de köszönőbeszédében ígéretet tett a visszatérésére: "Pécs városa még hallani fog rólam!" – nyilatkozta.

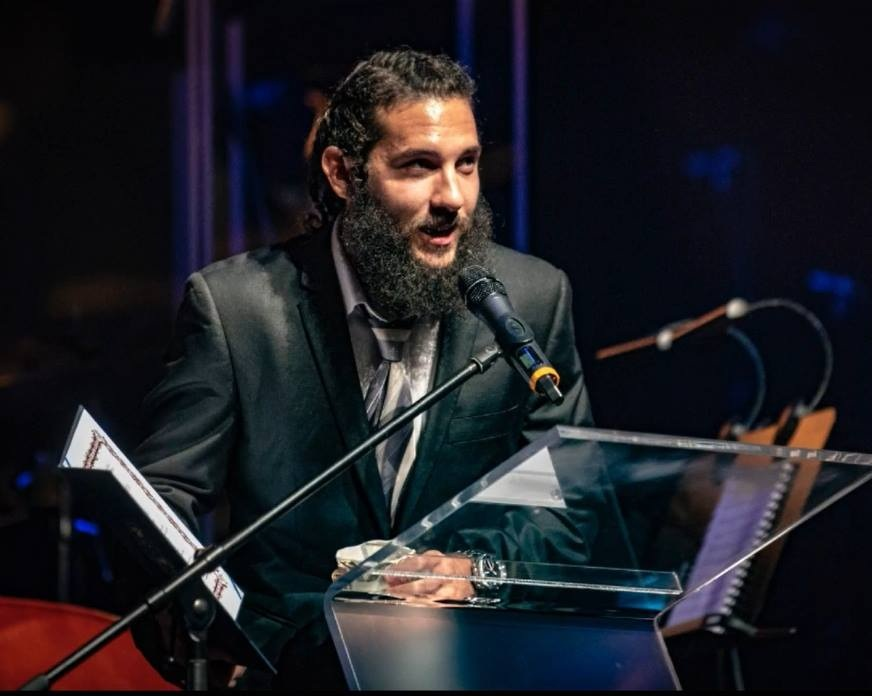
Helstáb Martin átveszi a Márk Tamás díjat 2018-ban

### Tort ül a kondor
2019 tavaszán a Kaposvári Egyetem mozgókép szakos hallgatójaként részt vett az Országos Tudományos Diákköri Konferencián Meg kell dögleni című animációs filmjével. Helyezés nélkül, csalódással távozott a konferenciáról, prezentálva filmjének a természet szabályrendszerén alapuló, absztrahált világépítő mivoltát, nehezményezte a bírálatot, miszerint "nem jó, mert túl sok mindenről akar szólni". A projektjét az egyetemen megmaradt kevés támogatója közül tanára, Varga István vette védelmébe, de az eredményen ez nem változtatott. Helstáb 2019-től 2020-ig Nemzeti Felsőoktatási Ösztöndíjban részesült kiemelkedő tanulmányi és szakmai teljesítményéért.
2020-ban a saját főszereplésével leforgatta diplomafilmjét, a Tort ül a kondor című kevert technikájú rövidfilmet, melyet a COVID-19 pandémia korlátozásai közt az online megrendezett 4. Ceglédi Filmfesztiválon mutatott be, több díjat elnyerve vele. A kisfilm megvalósításában és témájában is kapcsolódik Helstáb első nagyjátékfilmjéhez, a Zazongparihoz, amin már 3 éve dolgozott a diplomafilmjének elkészítésekor. A járványhelyzet alatt hazaköltözött a szüleihez befejezni a nagyjátékfilmjének utómunkáit. A Tort ül a kondort a 27. Alexandre Trauner Nemzetközi Art/Film Fesztivál versenyprogramjában is vetítették. 2020 nyarán kapta meg a diplomáját a Kaposvári Egyetem Rippl-Rónai Művészeti Kar mozgóképkultúra és médiaszakember BA képzésén. Az egyetem a "kiemelkedő szakmai tevékenysége és művészeti alkotómunkája eredményeinek elismeréseként" Artcadia-díjat adományozott neki.

## Visszatérés Pécsre, első nagyjátékfilm

### Mesterképzések
Alapképzése után elfogytak az államilag támogatott félévei, így nem tervezett továbbtanulni. Felerősödött autoimmun ízületi gyulladásai miatt mégis a szellemi fejlesztésének irányába indult el. Akadémiai pályára lépésének érdekében pótfelvételivel 2020 őszén elkezdte a Pécsi Tudományegyetem BTK Kommunikáció- és médiatudomány mesterképzését, ahol egy félévet elvégzett, hogy onnan átjelentkezhessen a Dokumentumfilm-rendező művész mesterszakra, ami Lichter Péter, filmrendező, filmesztéta vezetésével abban az évben indult. Az ő osztályába járva, levelező képzésen végezte a szakot, 2022-ben végzett, diplomafilmje Az álmaim válaszolnak című kísérleti dokumentumfilm. Ezt a 66. Országos Függetlenfilm Fesztiválon mutatta be. 2022 tavaszán "Tárgy és környezet viszonyának megváltoztatása az absztrakt film eszközeivel" című projektjével a Kari Tudományos Diákköri Konferencián első helyezést ért el, ebben konzulense szintén Lichter Péter volt.
2022-től 2023-ig a Pécsi Tudományegyetem Művészeti Karára járt második mesterképzését, a Design- és vizuálisművészet-tanári szakot végezve. Szakdolgozatát a saját szellemi alapjait megadó Lantos Ferenc művészetpedagógiának elemzéséből írta. 2023 tavaszán az Országos Tudományos Diákköri Konferencián két pályaművét is bemutatta az animációs szekcióban. Egyik a Decens Disznóságok, másik a korábban a PTE BTK konferenciáján első helyet érő kísérleti filmje. Az országos megmérettetésen egyik projektjét sem díjazták.

### Nagyjátékfilmes debütálás: Zazongpari (2021)
Helstáb Martin 2016-ban a televíziós műsorkészítő szak végeztével kezdett dolgozni az akkor még cím nélküli egész estés filmjén, melyhez évekig építette a díszleteket és báb szereplőket. A film végső forgatókönyve 2019-re forrt ki, ekkor kezdte meg az intenzív forgatást szülei zöld háttérrel lefedett garázsában, amit két évnyi képi és hangi utómunka követett. A filmet teljesen egyedül készítette el, a főszerepet is maga játssza, valamint az összes általa mozgatott karakter hangját ő adja. A szerep eljátszását hosszú felkészülés előzte meg, melyről így fogalmazott: "A Zazongpariban, egy harcost, egy megállíthatatlan fizikai erőt alakítok, a felvételek előtt egy évig napi 2 órát kondiztam, meg csirkecombot és disznóvesét ettem rizzsel, hogy testileg is készen álljak." A film premierje 2021. október 9-én volt az indiai Uruvatti Nemzetközi Filmfesztiválon, ahol a zsűri a Legjobb Kísérleti Nagyjátékfilm díjával jutalmazta. A film ugyan akcióval teli kísérleti fantasy besorolást kapta, Helstáb az addigi alkotói pályája során sosem támaszkodott műfaji megkötésekre. A Zazongpariért a L'Age d'Or International Arthouse Film Festivalon a szürrealista mester nyomán alapított Luis Buñuel Emlékdíjjal tüntették ki. Franciaországban a Hallucinea Film Festivalon díjazták a film plakátját, amit szintén a rendező festett.
Alkotója a mű megjelenését egy korszak végének tartja: "A Zazongpari egy romboló, nem túl érzékeny, harcos film, 26 évem summája és lezárása (...) Már nem a pusztításban keresem a boldogságot, hanem az építésben."

### Decens disznóságok rövidfilm
2023-ban jelent meg a kevert-technikájú Decens disznóságok című rövidfilmje. Ezt 2022-ben forgatta Zsigrai Eszter, képzőművész szereplésével, akivel a produkció kezdetekor a rendező már egy párt alkotott. A kisfilm világának technikai különlegessége valódi sertéssonkát beszkennelve és meganimálva hozta létre a vaddisznó karakterét, a környező erdőt szkennelt élő levelek és vízfesték képek keverésével. Előző néhány filmjéhez hasonlóan, zöld háttér alkalmazásával jelennek meg valódi emberi szereplők is, a női főszereplő mellett a rendező is.
A rövidfilm nemzetközi premierje a nagy jelentőségű 63. Zlíni Nemzetközi Filmfesztiválon volt, majd szerepelt a 22. Innsbrucki Természetfilm Fesztivál és a 67. Országos Függetlenfilm Fesztivál programjában is. A filmet díjazták a 10. Totál Plán és a 7. Ceglédi Filmfesztiválon.

## Máltai időszak
Helstáb Martin 2023 nyarának végén Málta szigetre költözött párjával, Zsigrai Eszter képzőművésszel. Már 2017-es tévéintejúiban is arról beszélt, hogy szeretne a meleg tengerparton élni és alkotni, negyedik diplomájának megszerzése után kezdett Európa egyik legdélebbi pontján lévő, Földközi-tengeri szigetországban élni. A nemzetközi filmprodukciókat forgató Valletta Pictures stúdióban kezdett dolgozni, többek közt a Warner Bros stúdió gyártásában az amerikai TLC-tévécsatorna Három hónap múlva esküvő című műsorán. A világszerte 5 millió nézőt vonzó amerikai reality-műsorban nem csak operatőrként és produkciós asszisztensként dolgozott, de szerepel is benne sziklaugróként. A produkció kezdetére már elég tapasztalatot gyűjtött a sziget magas pontjairól a tengerbe ugrásban, így a veszélyes tengeri sziklaugró jeleneteket vele forgatták. 2023 végén Málta szigeten kezdte el forgatni a második nagyjátékfilmjét, egy ízületi gyulladásos varjúról szóló vígjátékot.

## Filmjei

### Rövidfilmek
- Az egér, aki egér akart lenni (2015)
- Nincs több utolsó (2015)
- Jó étvágyat, bogaram! (2016)
- Hurut (2017)
- Békafecnik (2017)
- Meg kell dögleni (2018)
- Sok-sok Festék (2018)
- Tort ül a kondor (2020)
- Az álmaim válaszolnak (2022)
- Decens disznóságok (2023)

### Nagyjátékfilmek
- Számzár (2014) – kísérleti film, videó
- Zazongpari (2021) – első egész estés filmje

## Írásai
- 2013 – Erdei séta (haikus kötet)[58]
- 2013 – A tudás hatalma, Értéktelenül Antológia[59][60]
- 2014 – Egy visszautasíthatatlan ajánlat (forgatókönyv)[61]

## Kiállításai

### Csoportos
- 2002 – ANK Martyn Ferenc Művészeti Iskola tanítványai, Pécsi Galéria, Pécs
- 2007 – Kapcsolatok tárlat, Pécs pincerendszere, Pécs[62]
- 2009 – Helstáb Martin, Kiss Sebastian, Paál Ágnes – Apáczai Nevelési Központ, Pécs
- 2009 – Lantos 80 – Lantos és képzőművész tanítványai, Parti Galéria, Pécs[63]
- 2012 – Művelődési Ház és Könyvtár, Balatonberény
- 2012 – Olimpia Diákszemmel, Sportmúzeum, Budapest
- 2015 – Hommage á Lantos, Művészetek Háza, Pécs[64]
- 2018 – Tág a világ..., Tudásközpont, Pécs[65]
- 2019 – Vad Art 10, Anker't, Budapest
- 2019 – Bauhaus Up!, Rippl Galéria, Kaposvár[66]
- 2021 – Zoetrópok – bemutató és workshop, Eötvös10 Művelődési Ház, Budapest
- 2022 – #RIPPLportre, Rippl Galéria, Kaposvár[67]
- 2022 – Vasárnapi barangoló – bemutató és workshop, Kiscelli Múzeum, Budapest[68]
- 2022 – Art. Összművészeti kiállítás, MANYI – Kulturális Műhely, Budapest

## Díjak és elismerések
- 2014: Legjobb forgatókönyv – Energiafüggők forgatókönyvíró pályázat (Egy visszautasíthatatlan ajánlat)[61]
- 2015: II. Savaria Filmszemle – Legjobb némafilm díj (Az egér, aki egér akart lenni)
- 2015: Hüpátia Video Díj – különdíj (A megosztás)[69]
- 2015: I. Magyar Speciális Független Filmszemle – Aranyszárny Nagydíj legkreatívabb film (Nincs több utolsó)
- 2015: VAS-FILM 11 országos független filmszemle – Legjobb fikciós alkotás (Nincs több utolsó)
- 2016: VAS-FILM 12 országos független filmszemle – Legjobb animációs film (Jó étvágyat, bogaram!)[70]
- 2016: VII. Bujtor István Filmfesztivál, 2016 – különdíj (Az egér, aki egér akart lenni)
- 2016: 23. Országos Diákfilmszemle, 2016 – különdíj (Jó étvágyat, bogaram!)[11]
- 2016: Chicago Amarcord Arthouse Film & Television Festival – Legjobb animációs film (Jó étvágyat, bogaram!)[71]
- 2017: 4. Totál Plán Független Filmfesztivál – Fődíj (egész munkásságára)[24]
- 2017: Barcelona Planet Film Festival – Legjobb animációs film díja (Hurut)[27][72]
- 2017: 62. Országos Függetlenfilm Fesztivál – Legjobb animációs film díja (Jó étvágyat, bogaram!)[73]
- 2018: 2. Ceglédi Filmfesztivál – Legjobb animációs film díja (Meg kell dögleni)[74]
- 2018: 2. Zsigmond Vilmos Filmfesztivál – Szeged Város Díja (Az egér, aki egér akart lenni)
- 2018: 63. Országos Függetlenfilm Fesztivál – Legjobb Kevert Technikájú Film díja (Sok-sok Festék)
- 2018: 14. Pannonfíling Mozgóképes Találkozó – Pannonportré, legjobb portréfilm díja (Sok-sok Festék)
- 2018: Márk Tamás-díj
- 2019: Nemzeti Felsőoktatási Ösztöndíj[43][75]
- 2020: 4. Ceglédi Filmfesztivál – Animációs kategória 2. hely és a Hollywood Tanács különdíja (Tort ül a kondor)[76][77]
- 2020: Artcadia-díj[78]
- 2020: 65. Országos Függetlenfilm Fesztivál – Legjobb Kísérleti Animáció díja (Tort ül a kondor)[79]
- 2021: Uruvatti Nemzetközi Filmfesztivál – Legjobb Kísérleti Nagyjátékfilm díja (Zazongpari)[50]
- 2021: Hallucinea Film Festival (Párizs) – Legjobb filmplakát díja (Zazongpari)[51]
- 2023: X. Totál Plán Filmfesztivál – Legjobb Animációs Film díja (Decens disznóságok)[80]
- 2023: 7. Ceglédi Filmfesztivál – Legjobb animációs film díja (Decens disznóságok)[81]

## Magánélete
Középosztálybeli, konzervatív családban nevelkedett, szülei ettől az értékrendtől eltérő döntéseiben is támogatták. Nem követ semmilyen vallást, de korai munkásságára hatással vannak a távol-keleti világnézetek és filozófia, legfőképp a taoizmus materialista tanait építi a filmjeibe. A sajtóban többször élesen bírálta a kommersz filmipar gyártási tendenciáit, a budapesti filmművészeti egyetemeket, ahol szerinte "egy kaptafára készülnek a filmek", valamint saját egyetemét, a Kaposvári Egyetem szakmai hozzáállását és oktatóit. 2018-as visszavonulásának első egy évét a vadonban való kalandozással, utazással és bulizással töltötte.
Filmkészítő tevékenységét és a felsőoktatásának költségét a vállalkozásából fennmaradt bevételből, szakmai ösztöndíjainak és fesztiváldíjainak összegéből fedezte, puritán életmódot folytatva.
A kaposvári egyetemi időszak alatt egy évig látványtervező barátnőjével élt egy kollégiumi szobában, akivel 3 évig volt párkapcsolatban. A Zazongpari készítésének utolsó hónapjaiban átélt szakítása hatására változott az értékrendje az addigi nyers rombolóból egy értékteremtő irányba.
2022 óta alkot egy párt Zsigrai Eszter képzőművésszel, aki a Pécsi Tudományegyetem Művészeti Karának festőművész hallgatója volt, szerepelt Helstáb kisfilmjében, míg ő több műalkotásának a létrehozásában működött közre, majd együtt költöztek Máltára.

## További információ
- Helstáb Martin az IMDb-n